# Squash na Igrzyskach Panamerykańskich 2011
Squash na Igrzyskach Panamerykańskich 2011 odbywał się w dniach 15–21 października 2011 roku. Sześćdziesięcioro zawodników obojga płci rywalizowało w CODE Squash Complex łącznie w sześciu konkurencjach, dwóch indywidualnych, dwóch deblowych i dwóch drużynowych.

## Podsumowanie

### Klasyfikacja medalowa
| Klasyfikacja medalowa | Klasyfikacja medalowa | Klasyfikacja medalowa | Klasyfikacja medalowa | Klasyfikacja medalowa | Klasyfikacja medalowa |
| Miejsce               | państwo               | Złoto                 | Srebro                | Brąz                  | Razem                 |
| --------------------- | --------------------- | --------------------- | --------------------- | --------------------- | --------------------- |
| 1                     | Meksyk                | 4                     | 1                     | 2                     | 7                     |
| 2                     | Kanada                | 1                     | 2                     | 3                     | 6                     |
| 3                     | Kolumbia              | 1                     | 2                     | 0                     | 3                     |
| =                     | Stany Zjednoczone     | 0                     | 1                     | 3                     | 4                     |
| 5                     | Argentyna             | 0                     | 0                     | 1                     | 1                     |
| =                     | Brazylia              | 0                     | 0                     | 1                     | 1                     |
| =                     | Gujana                | 0                     | 0                     | 1                     | 1                     |
| =                     | Paragwaj              | 0                     | 0                     | 1                     | 1                     |
| Razem                 | Razem                 | 6                     | 6                     | 12                    | 24                    |

### Medaliści
| Gra pojedyncza | Miguel Rodríguez                                                | César Salazar                                               | Shawn Delierre Arturo Salazar |
| Gra podwójna   | Meksyk · Arturo Salazar · Eric Gálvez                           | Stany Zjednoczone · Christopher Gordon · Julian Illingworth | Paragwaj · Esteban Casarino · Nicolás Caballero Argentyna · Hernán D'Arcangelo · Roberto Pezzota                                                 |
| Drużynowo      | Meksyk · Arturo Salazar · Eric Gálvez · César Salazar           | Kanada · Shawn Delierre · Andrew Schnell · Shahier Razik    | Brazylia · Vinicius de Lima · Vinicius Rodrigues · Rafael Fernandes Stany Zjednoczone · Julian Illingworth · Christopher Gordon · Graham Bassett |
| Kobiety        |                                                                 |                                                             | |
| Gra pojedyncza | Samantha Teran                                                  | Samantha Cornett                                            | Miranda Ranieri Nicolette Fernandes |
| Gra podwójna   | Meksyk · Nayelly Fernández · Samantha Teran                     | Kolumbia · Catalina Peláez · Silvia Angulo                  | Kanada · Miranda Ranieri · Stephanie Edmison Stany Zjednoczone · Olivia Blatchford · Maria Ubina                                                 |
| Drużynowo      | Kanada · Miranda Ranieri · Samantha Cornett · Stephanie Edmison | Kolumbia · Silvia Angulo · Catalina Peláez · Anna Porras    | Meksyk · Nayelly Fernandez · Samantha Teran · Imelda Salazar Stany Zjednoczone · Olivia Blatchford · Maria Ubina · Lily Lorentzen                |